# Cape Cod Canal
Cape Cod Canal – kanał wodny w Stanach Zjednoczonych, łączący zatokę Buzzards z Cape Cod Bay. Jego długość wynosi około 12 km, szerokość 150 m, głębokość 9,7 m. Oddziela on półwysep Cape Cod od głównego lądu Massachusetts. Korzystanie z kanału pozwala zaoszczędzić 217 km żeglugi dookoła półwyspu.
Z kanału mogą korzystać jednostki do 251,5 m długości. Jest on częścią drogi wodnej Intracoastal Waterway. Okazjonalnie z kanału korzystają również zwierzęta, w tym zagrożone długopłetwce oceaniczne.

## Położenie
Kanał znajduje się w Nowej Anglii w stanie Massachusetts, w granicach miast Bourne oraz Sandwich (wschodni koniec, przy zatoce Cape Cod). Wybudowany został w biegu istniejących wcześniej rzek Monument River oraz Scusset River.

## Historia
Kanał otwarto 29 lipca 1914. Pierwsze przymiarki do jego budowy powstały już za czasów Pielgrzymów z kolonii Plymouth. O budowie dyskutowano również w roku 1697 oraz w czasie rewolucji amerykańskiej. Ostatecznie wybudowała go prywatna firma Cape Cod Construction Company. Budowa trwała 7 lat.
22 lipca 1918 niemiecka łódź podwodna ostrzelała amerykański holownik Perth Amboy w pobliżu Cape Cod. W odpowiedzi, prezydent Woodrow Wilson wydał polecenie by federalna administracja kolejowa przejęła zarządzania kanałem ze względów strategicznych. Po zakończeniu I wojny światowej wszczęto negocjacje o sprzedaży kanału, które zakończyły się w 1927 roku - kwota transakcji opiewała na 11,5 mln dolarów.
W latach 1935-40 przebudowano kanał do dzisiejszych parametrów. Był on wówczas najszerszym kanałem morskim na świecie.